# Another Step
Another Step (deutsch: ein weiterer Schritt) ist das fünfte Studioalbum der britischen Sängerin Kim Wilde. Es wurde im Oktober 1986 veröffentlicht.

## Hintergrund
Another Step wurde von Kim Wildes Bruder Ricky Wilde gemeinsam mit Rod Temperton und Bruce Swedien produziert, bekannt für die Arbeit mit Michael Jackson. Reinhold Heil, Richard James Burgess und Dick Rudolph Wilde wirkten ebenso als Produzenten einzelner Songs mit. Wilde setzte auf ein leicht verändertes Songwriting-Team; sie selbst schrieb bei fast allen Songs mit. Die erste Seite des Albums enthält schnellere Songs, wohingegen die zweite eher auf Balladen setzt. Die erste Single Schoolgirl war die erste Singleveröffentlichung, bei der sie selbst mitgeschrieben hatte. Zum Erfolg wurde dann vor allem das Supremes-Cover You Keep Me Hangin’ On, mit dem sie Platz eins der Billboard 200, Platz zwei in Deutschland und im Vereinigten Königreich, Platz acht in der Schweiz und Platz 20 in Österreich erreichte.

## Titelliste
Seite eins
1. You Keep Me Hangin’ On (Holland-Dozier-Holland)
2. Hit Him (O.S. Blandamer)
3. Another Step (Closer to You) (Kim Wilde, Steve Byrd)
4. The Thrill of It (Kim Wilde, Steve Byrd)
5. I’ve Got So Much Love (Kim Wilde, Marty Wilde, Ricky Wilde)
6. Victim (Kim Wilde, Marty Wilde, Ricky Wilde)
7. Schoolgirl (Kim Wilde, Marty Wilde, Ricky Wilde)

Seite zwei
1. Say You Really Want Me (Danny Sembello, Donnell Spencer, Jr., Richard Rudolph)
2. She Hasn’t Got Time for You (Kim Wilde, Marty Wilde, Ricky Wilde)
3. Brothers (Marty Wilde, Ricky Wilde)
4. Missing (Kim Wilde, Steve Byrd)
5. How Do You Want My Love (Kim Wilde, Ricky Wilde)
6. Don’t Say Nothing’s Changed (Kim Wilde)

- Victim war nur auf den Kassetten- und CD-Versionen enthalten.

## Chartplatzierungen
| ChartsChartplatzierungen       | Höchstplatzierung | Wochen |
| ------------------------------ | ----------------- | ------ |
| Deutschland (GfK)              | 41 (17 Wo.)       | 17     |
| Schweiz (IFPI)                 | 5 (8 Wo.)         | 8      |
| Vereinigtes Königreich (OCC)   | 73 (5 Wo.)        | 5      |
| Vereinigte Staaten (Billboard) | 40 (26 Wo.)       | 26     |